# Wiktoria Pruska
Fryderyka Amalia Wilhelmina Wiktoria Hohenzollern (ur. 12 kwietnia 1866 w Neuen Palais, Poczdam, zm. 13 listopada 1929 w Bonn), księżniczka Prus, księżna Schaumburg-Lippe.
Księżniczka Fryderyka Amalia była drugą córką Fryderyka III Hohenzollerna (1831–1888), cesarza Niemiec i króla Prus, i jego żony, angielskiej księżniczki Wiktorii Koburg (1840–1901), córki królowej Wiktorii. Publicznie nazywano ją zawsze księżniczką Wiktorią, w rodzinie była nazywana Morettą lub Młodą Wiki.
Jak jej siostry, księżniczka Zofia i księżniczka Małgorzata, Wiktoria była oddana matce i obejmowała jej "angielskie" drogi. Jako młoda kobieta, Wiktoria zakochała się w księciu Aleksandrze Battenbergu, który został księciem Bułgarii jako Aleksander I. Jej rodzice chcieli, by para wzięła ślub, ale związkowi sprzeciwił się dziadek księżniczki cesarz Wilhelm I oraz jego kanclerz Otto von Bismarck, obawiali się, że jeśli Vicky poślubi Battenberga obrażą w ten sposób Rosję, którą irytowały działania Aleksandra w Księstwie Bułgarii.

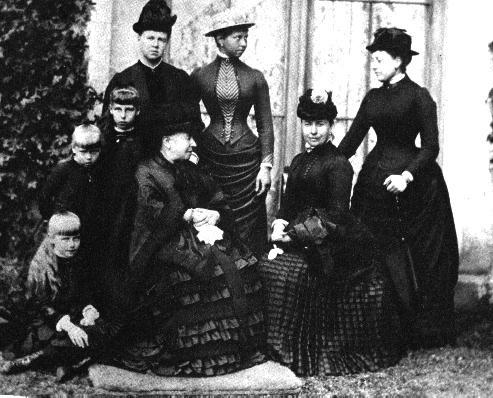
Wiktoria Pruska m.in. ze swoją babką, królową Wiktorią

Po wielu sporach i kłótniach, rodzice Wiktorii wycofali się i młoda księżniczka straciła wszelkie nadzieje na poślubienie ukochanego. Skończyło się na poślubieniu przez nią księcia Adolfa Schaumburg-Lippe 19 listopada 1890 roku. Małżeństwo było bezdzietne po wczesnym poronieniu w pierwszych miesiącach małżeństwa. Adolf zmarł w 1917 roku.
W czasie I wojny światowej Wiktoria teoretycznie była po niemieckiej stronie, jednak posiadała dużą sympatię do Wielkiej Brytanii. Po wojnie spotkała swojego kuzyna, Jerzego V, i wyraziła chęć ponownego zaprzyjaźnienia się. Jerzy powiedział, że nie spodziewa się, by było to możliwe przez wiele kolejnych lat.
19 listopada 1927 roku, Wiktoria poślubiła rosyjskiego uchodźcę, 35 lat od niej młodszego Aleksandra Żubkowa (25 września 1901 – 28 stycznia 1936). Vicky miała właśnie zamiar rozwieść się z Rosjaninem, kiedy zmarła 13 listopada 1929 roku na zapalenie płuc.